# 울산 이씨
울산 이씨(蔚山 李氏)는 울산광역시를 본관으로 하는 한국의 성씨이다. 시조 이철(李哲)은 경주 이씨 15세손으로, 경주 이씨 중시조 이거명(李居明)의 15세손이다.

## 시조
울산 이씨의 시조 이철(李哲)은 고려 고종(高宗) 때 삼중대광으로, 문하시중·판전리사사에 올랐으며 몽골의 침입을 김취려(金就礪)와 함께 격퇴한 공을 세워 학성군에 봉해졌다.

## 기원
울산 이씨는 경주 이씨와 동계로서, 〈울산이씨세계원류(蔚山李氏世系原流)〉를 보면 신라 시대 좌명공신인 이알평(李謁平)으로부터 시작되어, 원대손인 이거명(李居明)을 1세로 하고 있고 이철은 15세손이다.

## 인물
- 이순광 : 고려 때 사재주부
- 이순진 : 조선 때 목사
- 이의 : 한성부좌윤

## 인구
울산 이씨는 1985년에 4,433명으로 조사되었고, 2000년 대한민국 통계청 인구조사에서는 1,967가구, 6,328명으로 조사되었다.

## 참고 자료
- “울산이씨(蔚山李氏)”. 뿌리를 찾아서.[깨진 링크(과거 내용 찾기)]